# Metafysiskt måleri

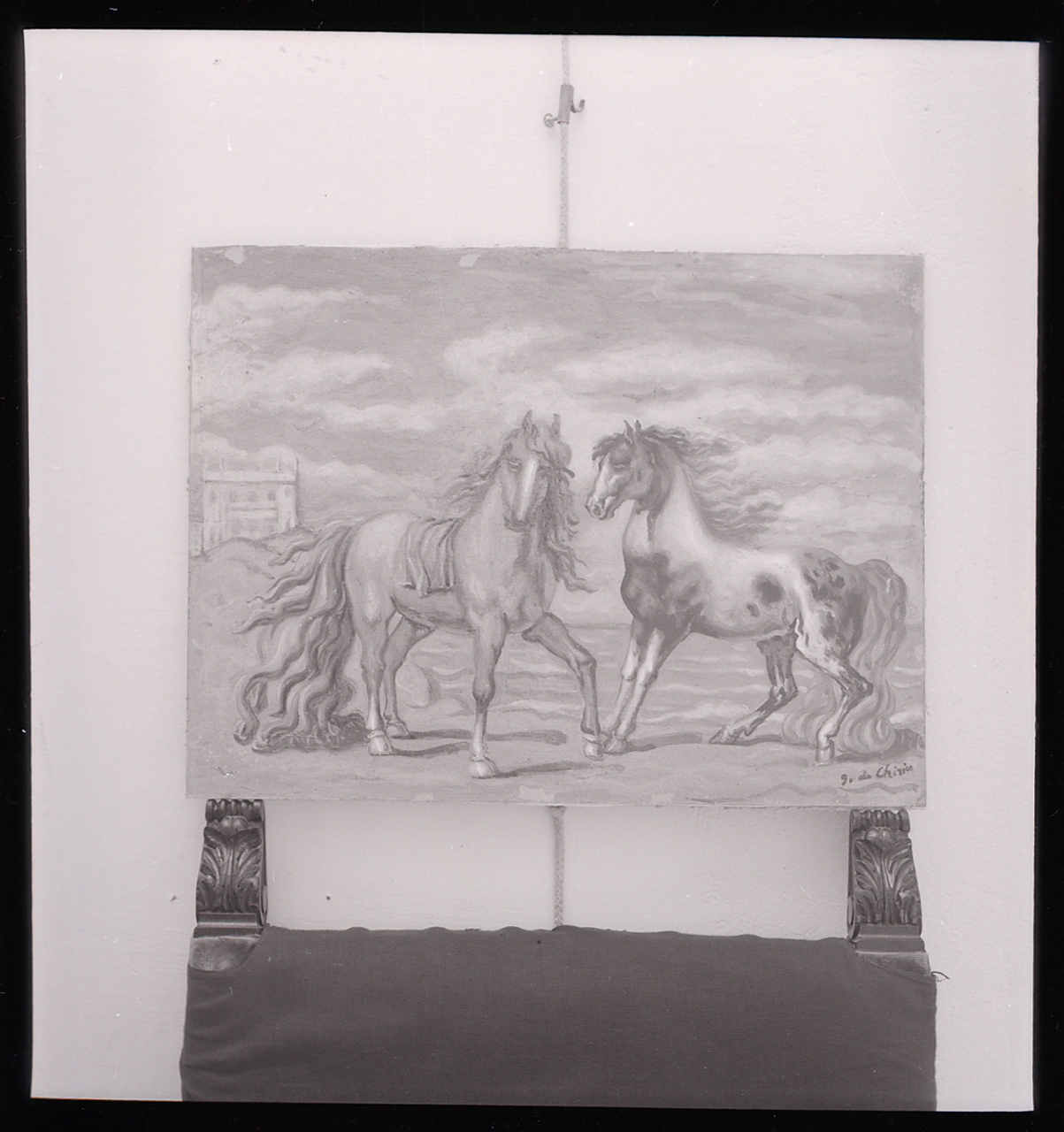
Giorgio de Chirico, Cavalli.

Metafysiskt måleri (italienska Pittura metafisica) grundlades i början av 1910-talet av de italienska konstnärerna Giorgio de Chirico och Carlo Carrà. Det kännetecknas av förvridna perspektiv, onaturligt ljus och märklig bildvärld, ofta med provdockor och statyer i stället för människokroppar.
Chirico var bland annat inspirerad av Arthur Schopenhauers Världen som vilja och föreställning. I Arte metafisica e scienze occulte (1918) beskriver Chirico hur han betraktar kristendomens mundus alter ("andra värld") som en mänsklig konstruktion. Han argumenterar för att man genom att studera den europeiska kulturhistorien kan få tillgång till beprövade tekniker för att i ett postreligiöst samhälle kunna skapa nya vägar bort från en materialistisk världsåskådning. Chirico ville med sin konst åstadkomma vad han kallade "metafysisk extas" som skulle ge människan ett perspektiv som överskrider den materiella verkligheten.
Genom att placera föremål i osannolika sammanhang lyckades konstnärerna skapa en drömlik, magisk stämning. På så sätt hade rörelsen till det yttre gemensamma drag med surrealismen, men den skiljer sig från denna konstriktning genom sin antimaterialism, sina stelt uppbyggda kompositioner och arkitektoniska värden.
Paul Delvaux räknas ibland till rörelsen.